# Gmina Kunów
Die Gmina Kunów [ˈkunuf]ⓘ ist eine Stadt-und-Land-Gemeinde im Powiat Ostrowiecki der Woiwodschaft Heiligkreuz in Polen. Ihr Sitz ist die gleichnamige Stadt mit etwa 3000 Einwohnern.

## Geschichte

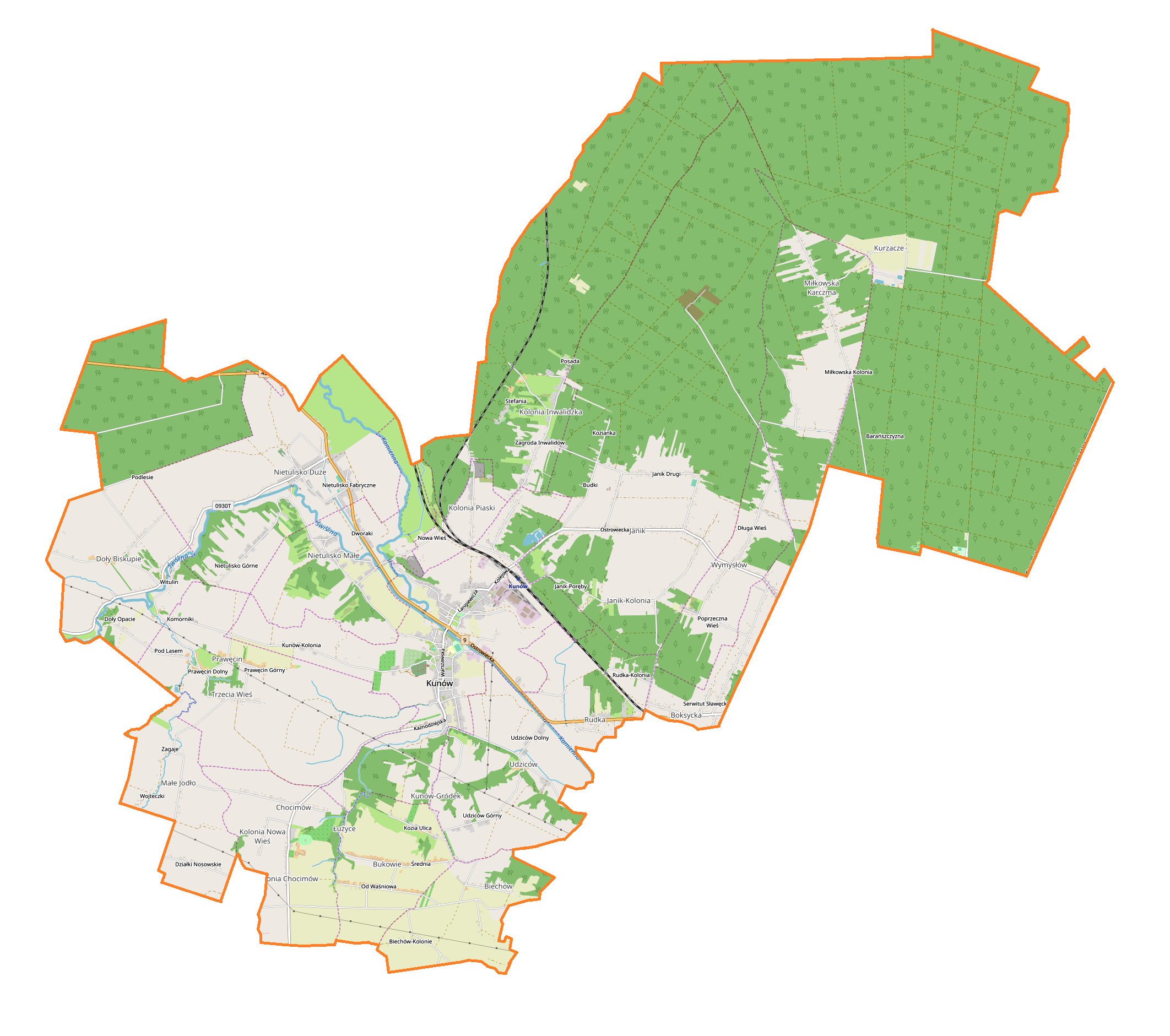
Karte der Gemeinde

Von 1975 bis 1998 gehörte die Gemeinde zur Woiwodschaft Kielce. Im Jahr 1990 erhielt ihr Hauptort wieder das Stadtrecht und die Gemeinde ihren heutigen Status.

## Gliederung
Die Stadt-und-Land-Gemeinde Kunów besteht aus der Stadt und 17 Dörfern:
Biechów, Boksycka, Bukowie, Chocimów, Doły Biskupie, Janik, Kolonia Inwalidzka, Kolonia Piaski, Kurzacze, Małe Jodło, Miłkowska Karczma, Nietulisko Małe, Nietulisko Duże, Prawęcin, Rudka, Wymysłów und Udziców.

## Verkehr
Durch die Gemeinde und ihren Hauptort führt die Landesstraße DK9. Sie verbindet die Stadt mit Iłża und Radom im Norden. In südwestlicher Richtung führt sie in die benachbarte Kreisstadt Ostrowiec Świętokrzyski.
Die Bahnstrecke Łódź–Dębica führt nach Skarżysko-Kamienna im Norden und ebenfalls in die Kreisstadt. 
Der internationale Flughafen Łódź liegt etwa 160 Kilometer nordwestlich.